# Народний аматорський драматичний театр ім. Василя Симчича
Народний аматорський театр ім. Василя Симчича  — драматичний театр при Коломийському міському будинку культури м.Коломия.

## Передісторія
Аматорський самодіяльний театр був створений 1947 р. За своє не довге існування театр досяг неабиякої величі та визнання як на теренах України, так і поза її межами. Вже у 1959 році за заслуги в розвитку театрального мистецтва, драматичному колективу було присвоєно звання «Народний». Від 1962 року  — художнім керівником самодіяльного Народного театру стає український актор, драматург, заслужений артист УРСР Симчич Василь Ілліч. За його перебування на посаді художнього керівника поставлені такі вистави, як: історична драма «Олекса Довбуш», «Тіні забутих предків» Михайла Коцюбинського, «У неділю рано зілля копала» Ольги Кобилянської, історико-побутова драма «Маруся Богуславка» М. Старицького, «Свої люди-поквитаємось» О. Островського, «Нора» Г.Ібсена та ін. За вагомий внесок Василя Ілліча на честь нього театру було присвоєно його ім'я. У часи перебудови театр зазнав тяжких часів. Попит на вистави був суттєво малим, тому самодіяльність театру було припинено.
Вже у 2000 році театр відновлює свою творчу діяльність під керівництвом нового художнього керівника Галини Панчук. У тому ж році театр бере участь у Всеукраїнському конкурсі національно-патріотичної пісні і поезії «Воля-2000». Було представлено уривки за творами М. Ломацького «У листопадову ніч».
У 2003 році, під керівництвом нового режисера Юркевич Ольги Михайлівни, до святкування 140-річчя з дня народження Ольги Кобилянської, 14 грудня народний аматорський драматичний театр представив уривки з п'єси «У неділю рано зілля копала» в МБК «Народний дім».
У 2005 році театр бере участь у масових заходах з нагоди Дня міста Коломиї. Були представлені прологи із уривків історичних творів «Захар Беркут», «Кам'яний хрест».
З вересня 2009 року і до сьогодні посаду керівника народного аматорського драматичного театру ім. В. Симчича займає Лаюк Валентина Сергіївна.

## Театральні вистави
- «Побожна» В. Стефаника
- «На перші гулі» В. Степанченка
- «Назар Стодоля» Т. Шевченка
- «У неділю рано зілля копала» О. Кобилянської
- «Захар Беркут» І. Франка
- «У листопадову ніч» М. Ломацького

## Нагороди
- Двічі золоті медалі на Республіканських фестивалях.
- Срібна медаль лауреата Республіканського фестивалю.
- Золота медаль лауреата І Всесоюзного фестивалю.